# Baggersee Wunstorf
Der Baggersee Wunstorf ist ein Baggersee am Nordrand von Wunstorf in der Region Hannover, Niedersachsen.
Der rundum eingezäunte See wird vom Angelverein Wunstorf von 1951 e. V. als Angelgewässer genutzt. Im Fischbestand werden Zander, Barsch, Aale, Hecht, Brachse, Rotauge, Karpfen und Regenbogenforelle aufgezählt.
Zusätzlich wird der Baggersee vom Tauchsportclub Wunstorf e.V. zwischen Anfang April und Ende Oktober zum Tauchen genutzt.
Der See ist nicht als Badesee bekannt. Am Steilufer kommt es immer wieder zum Abrutschen der Hänge.